# Ove Andersson (friidrottare)
Ove Andersson, född 30 januari 1938 i Västerfärnebo, död 13 december 2020, var en svensk friidrottare (110 meter häck). Han tävlade för Västerås IK och vann SM på 110 meter häck år 1959, 1962 och 1965.